# Malaita (provincie)
Malaita is een van de grootste provincies van de Salomonseilanden. De hoofdstad van Malaita is Auki en de provincie heeft ongeveer 87.250 inwoners (1992). Het grootste eiland in de provincie is Malaita, andere eilanden zijn Zuid-Malaita, Sikaina en Ontong Java.
De bevolking van Malaita bestaat voornamelijk uit Melanesiërs. Hoewel Polynesische volken bekendstaan als zeer vriendelijk is Malaita lange tijd gevreesd door Europeanen vanwege hun vechtlust en vanwege het feit dat de bewoners van origine koppensnellers (en kannibalen) zijn. Ondanks de angst waren Malaitans zeer gewild als slaven op plantages in Fiji en Australië.